# Liste des conseils tribaux au Québec
La liste des conseils tribaux au Québec recense tous les conseils tribaux reconnus par Relations Couronne-Autochtones et Affaires du Nord Canada, dont le siège est situé dans la province canadienne de Québec. Ces conseils tribaux sont classés dans un tableau triable par ordre alphabétique selon leur nom officiel contenant leur numéro d'enregistrement, leur nom officiel, l'emplacement de leur siège, leur peuple et le nombre de bandes indiennes qui en fait partie conformément aux données de Relations Couronne-Autochtones et Affaires du Nord Canada.

## Liste
| Numéro | Nom officiel                                       | Siège              | Peuple     | Nombre de bandes |
| ------ | -------------------------------------------------- | ------------------ | ---------- | ---------------- |
| 1093   | Algonquin Anishinabeg Nation Tribal Council        | Maniwaki           | Algonquins | 6                |
| 9056   | Algonquin Nation Programs and Services Secretariat | Notre-Dame-du-Nord | Algonquins | 3                |
| 1064   | Atikamekw Sipi - Conseil de la Nation Atikamekw    | La Tuque           | Attikameks | 3                |
| 1091   | Conseil tribal Mamuitun                            | Betsiamites        | Innus      | 5                |
| 1106   | Grand Conseil de la Nation Waban-Aki Inc.          | Wôlinak            | Abénaquis  | 2                |
|        | Grand Conseil des Cris                             | Nemaska            | Cris       | 9                |
| 9957   | Mi'gmawei Mawiomi Secretariat                      | Listuguj           | Micmacs    | 3                |
| 1140   | Regroupement Mamit Innuat Inc.                     | Sept-Îles          | Innus      | 4                |